# Thamnophilus ambiguus
El batará pizarroso de Sooretama (Thamnophilus ambiguus) es una especie de ave paseriforme de la familia Thamnophilidae perteneciente al numeroso género Thamnophilus. Es endémico del sureste de Brasil.

## Distribución y hábitat
Se distribuye en el sureste de Brasil en la región costera desde el sur de Sergipe hasta Río de Janeiro, y hacia el interior en Minas Gerais (valle del río Doce; un probable avistamiento en el extremo noreste de São Paulo.
Es razonablemente común o común, de amplia ocurrencia, en el sotobosque de selvas húmedas y capueras, también en matas de restinga, por lo general abajo de los 200 m de altitud, localmente hasta los 450 m.

## Sistemática

### Descripción original
La especie T. ambiguus fue descrita por primera vez por el naturalista británico William Swainson en 1825 bajo el nombre científico [Thamnophilus naevius] ambiguus; localidad tipo «Minas Gerais, Brasil, corregido para Serra do Imbé, Río de Janeiro».

### Etimología
El nombre genérico «Thamnophilus» deriva del griego «thamnos»: arbusto y «philos»: amante; «amante de arbustos»; y el nombre de la especie «ambiguus», del latín: dudoso, incierto, ambiguo.

### Taxonomía
Es monotípica. Forma una superespecie con Thamnophilus punctatus, T. stictocephalus, T. sticturus y T. pelzelni; todas consideradas conespecíficas anteriormente, con T. atrinucha tradicionalmente también incluida.